# Младиново
Младиново (болг. Младиново) — село в Болгарии. Находится в Хасковской области, входит в общину Свиленград. Население составляет 365 человек.

## Политическая ситуация
В местном кметстве Младиново, в состав которого входит Младиново, должность кмета (старосты) исполняет Стоян Куртев Вылков (коалиция трёх партий: Земледельческий народный союз (ЗНС), Союз свободной демократии (ССД), ВМРО — Болгарское национальное движение) по результатам выборов правления кметства.
Кмет (мэр) общины Свиленград — Георги Стоянов Манолов (инициативный комитет) по результатам выборов в правление общины.